# Вільна журналістика
Вільна журналістика — поле діяльності вільних журналістів, які працюють на кількох замовників, самі шукають замовників і сплачують податки.
Вільні журналісти належать до представників вільних професій. Протилежністю до вільного журналіста є офіційно працевлаштований журналіст. 
За оцінками Німецької спілки журналістів у 2003 році в ФРН нараховувалося приблизно 22 500 вільних журналістів із загальної кількості в приблизно 60 000 журналістів, з яких кожен другий хотів би працювати на штатній посаді.